# Strikeforce Challengers: Riggs vs. Taylor
Strikeforce Challengers: Riggs vs. Taylor foi um evento de artes marciais mistas organizado pela Strikeforce.  O décimo evento do The Challengers ocorreu em 13 de agosto de 2010 no Dodge Theatre em Phoenix, Arizona.
O evento apresentou a luta feminina para lutar pelo título do torneio de bantamweight.  A primeira rodada de lutas tinha dois rounds de três minutos cada, sendo que a luta final tinha três rounds de três minutos. 
O evento tede audiência estima de 237,000 espectadores, chegando à picos de 280,000 na Showtime.

## Chave do Torneio Feminino (135 lbs)
|  | Semi finais  | Semi finais  | Semi finais  |              |             | Final       | Final | Final |  |
|  |              |              |              |              |             |             |       |       |  |
|  | Carina Damm  | Carina Damm  | 2            |              |             |             |       |       |  |
|  | Carina Damm  | Carina Damm  | 2            |              |             |             |       |       |  |
|  | Hitomi Akano | Hitomi Akano | FIN          |              |             |             |       |       |  |
|  | Hitomi Akano | Hitomi Akano | FIN          |              | Miesha Tate | Miesha Tate | DU    |       |  |
|  |              |              |              |              | Miesha Tate | Miesha Tate | DU    |       |  |
|  |              |              | Hitomi Akano | Hitomi Akano | 3           |             |       |       |  |
|  | Miesha Tate  | Miesha Tate  | Hitomi Akano | Hitomi Akano | 3           | DU          |       |       |  |
|  | Miesha Tate  | Miesha Tate  |              |              |             |             |       |       |  |
|  | Maiju Kujala | Maiju Kujala | 3            |              |             |             |       |       |  |

## Ligações Externas
- Site Oficial do Strikeforce